# Sofia Cristiana Luisa di Brandeburgo-Bayreuth
Sofia Cristiana Luisa di Brandeburgo-Bayreuth (Weferlingen, 4 gennaio 1710 – Bruxelles, 13 giugno 1739) è stata una principessa tedesca, principessa di Brandeburgo-Bayreuth e principessa consorte di Thurn und Taxis.

## Biografia
Era la primogenita del margravio Giorgio Federico Carlo di Brandeburgo-Bayreuth (1688–1735) e di sua moglie, la principessa Dorotea di Schleswig-Holstein-Sonderburg-Beck (1685-1761), figlia del duca Federico Luigi di Schleswig-Holstein-Sonderburg-Beck.
L'11 aprile 1731 sposò a Francoforte sul Meno il principe Alessandro Ferdinando di Thurn und Taxis (1704–1773). Due mesi dopo questo matrimonio, suo fratello Federico si fidanzò con la principessa Guglielmina di Prussia, sorella di Federico il Grande.
Benché nel contratto nuziale fosse stato riconosciuto il diritto alla sposa di mantenere la sua fede protestante, due anni dopo le nozze si convertì al cattolicesimo il 17 marzo 1733 a Magonza.
Morì a Bruxelles e venne sepolta nella locale cripta di famiglia.

## Figli
- Sofia Cristina (-1731)
- Carlo Anselmo (1733–1805), principe di Thurn und Taxis, sposò in prime nozze (1753) Augusta Elisabetta di Württemberg (1734−1787) e in seconde nozze (1787) Elisabetta Hildebrand (principessa von Train dal 1788)
- Luisa Augusta Carlotta (1734–1735)
- Federico Augusto (1736–1755)
- Luigi Francesco (1737–1738)

## Ascendenza
|                                                              |                                                       |                                                              | Genitori                                            |  |  | Nonni |  |  | Bisnonni                                |  |  | Trisnonni                         |  |
|                                                              |                                                       |                                                              |                                                     |  |  |       |  |  | Giorgio Alberto di Brandeburgo-Kulmbach |  |  | Cristiano di Brandeburgo-Bayreuth |  |
|                                                              |                                                       |                                                              |                                                     |  |  |       |  |  | Giorgio Alberto di Brandeburgo-Kulmbach |  |  | Cristiano di Brandeburgo-Bayreuth |  |
|                                                              |                                                       | Maria di Hohenzollern                                        |                                                     |  |  |       |  |  | Giorgio Alberto di Brandeburgo-Kulmbach |  |  |                                   |  |
| Cristiano Enrico di Brandeburgo-Kulmbach                     |                                                       |                                                              |                                                     |  |  |       |  |  | Giorgio Alberto di Brandeburgo-Kulmbach |  |  |                                   |  |
|                                                              |                                                       | Maria Elisabetta di Holstein-Glücksburg                      | …                                                   |  |  |       |  |  |                                         |  |  |                                   |  |
|                                                              |                                                       | Maria Elisabetta di Holstein-Glücksburg                      | …                                                   |  |  |       |  |  |                                         |  |  |                                   |  |
|                                                              |                                                       | Maria Elisabetta di Holstein-Glücksburg                      | …                                                   |  |  |       |  |  |                                         |  |  |                                   |  |
| Giorgio Federico Carlo di Brandeburgo-Bayreuth               |                                                       | Maria Elisabetta di Holstein-Glücksburg                      |                                                     |  |  |       |  |  |                                         |  |  |                                   |  |
|                                                              |                                                       | Alberto Federico di Wolfstein zu Sulzbürg                    | …                                                   |  |  |       |  |  |                                         |  |  |                                   |  |
|                                                              |                                                       | Alberto Federico di Wolfstein zu Sulzbürg                    | …                                                   |  |  |       |  |  |                                         |  |  |                                   |  |
|                                                              |                                                       | Alberto Federico di Wolfstein zu Sulzbürg                    | …                                                   |  |  |       |  |  |                                         |  |  |                                   |  |
| Sofia Cristiana di Wolfstein                                 |                                                       | Alberto Federico di Wolfstein zu Sulzbürg                    |                                                     |  |  |       |  |  |                                         |  |  |                                   |  |
|                                                              |                                                       | Sofia Luisa di Castell-Remlingen                             | …                                                   |  |  |       |  |  |                                         |  |  |                                   |  |
|                                                              |                                                       | Sofia Luisa di Castell-Remlingen                             | …                                                   |  |  |       |  |  |                                         |  |  |                                   |  |
|                                                              |                                                       | Sofia Luisa di Castell-Remlingen                             | …                                                   |  |  |       |  |  |                                         |  |  |                                   |  |
| Sofia Cristiana Luisa di Brandeburgo-Bayreuth                |                                                       | Sofia Luisa di Castell-Remlingen                             |                                                     |  |  |       |  |  |                                         |  |  |                                   |  |
|                                                              | Augusto Filippo di Schleswig-Holstein-Sonderburg-Beck | Alessandro di Schleswig-Holstein-Sonderburg                  |                                                     |  |  |       |  |  |                                         |  |  |                                   |  |
|                                                              | Augusto Filippo di Schleswig-Holstein-Sonderburg-Beck | Alessandro di Schleswig-Holstein-Sonderburg                  |                                                     |  |  |       |  |  |                                         |  |  |                                   |  |
|                                                              | Augusto Filippo di Schleswig-Holstein-Sonderburg-Beck | Dorotea di Schwarzburg-Sondershausen                         |                                                     |  |  |       |  |  |                                         |  |  |                                   |  |
| Federico Luigi di Schleswig-Holstein-Sonderburg-Beck         | Augusto Filippo di Schleswig-Holstein-Sonderburg-Beck |                                                              |                                                     |  |  |       |  |  |                                         |  |  |                                   |  |
|                                                              |                                                       | Maria Sibilla di Nassau-Saarbrücken                          | Guglielmo Luigi di Nassau-Saarbrücken               |  |  |       |  |  |                                         |  |  |                                   |  |
|                                                              |                                                       | Maria Sibilla di Nassau-Saarbrücken                          | Guglielmo Luigi di Nassau-Saarbrücken               |  |  |       |  |  |                                         |  |  |                                   |  |
|                                                              |                                                       | Maria Sibilla di Nassau-Saarbrücken                          | Anna Amalia di Baden-Durlach                        |  |  |       |  |  |                                         |  |  |                                   |  |
| Dorotea di Schleswig-Holstein-Sonderburg-Beck                |                                                       | Maria Sibilla di Nassau-Saarbrücken                          |                                                     |  |  |       |  |  |                                         |  |  |                                   |  |
|                                                              |                                                       | Ernest Gunther di Schleswig-Holstein-Sonderburg-Augustenburg | Alessandro di Schleswig-Holstein-Sonderburg         |  |  |       |  |  |                                         |  |  |                                   |  |
|                                                              |                                                       | Ernest Gunther di Schleswig-Holstein-Sonderburg-Augustenburg | Alessandro di Schleswig-Holstein-Sonderburg         |  |  |       |  |  |                                         |  |  |                                   |  |
|                                                              |                                                       | Ernest Gunther di Schleswig-Holstein-Sonderburg-Augustenburg | Dorotea di Schwarzburg-Sondershausen                |  |  |       |  |  |                                         |  |  |                                   |  |
| Luisa Carlotta di Schleswig-Holstein-Sonderburg-Augustenburg |                                                       | Ernest Gunther di Schleswig-Holstein-Sonderburg-Augustenburg |                                                     |  |  |       |  |  |                                         |  |  |                                   |  |
|                                                              |                                                       | Augusta di Schleswig-Holstein-Sonderburg-Glücksburg          | Filippo di Schleswig-Holstein-Sonderburg-Glücksburg |  |  |       |  |  |                                         |  |  |                                   |  |
|                                                              |                                                       | Augusta di Schleswig-Holstein-Sonderburg-Glücksburg          | Filippo di Schleswig-Holstein-Sonderburg-Glücksburg |  |  |       |  |  |                                         |  |  |                                   |  |
|                                                              |                                                       | Augusta di Schleswig-Holstein-Sonderburg-Glücksburg          | Sofia Edvige di Sassonia-Lauenburg                  |  |  |       |  |  |                                         |  |  |                                   |  |
|                                                              |                                                       | Augusta di Schleswig-Holstein-Sonderburg-Glücksburg          |                                                     |  |  |       |  |  |                                         |  |  |                                   |  |

### Titoli e trattamento
- 4 gennaio 1710 – 11 aprile 1731: Sua Altezza Serenissima Margravia Sofia Cristiana di Brandeburgo-Bayreuth
- 11 aprile 1731 – 13 giugno 1739: Sua Altezza Serenissima La Principessa Ereditaria di Thurn und Taxis, Margravia di Brandeburgo-Bayreuth